# Seixas (Vila Nova de Foz Côa)
Seixas ist eine Gemeinde (Freguesia) im portugiesischen Kreis Vila Nova de Foz Côa. In ihr leben 312 Einwohner (Stand 19. April 2021).